# بيلجة (أملش الجنوبي)
بیلجة (بالفارسية: پیلجه) هي قرية تقع في إيران في غيلان. يقدر عدد سكانها بـ 184 نسمة بحسب إحصاء 2016.